# Jeff Sherstobitoff
Jeff Sherstobitoff (* 17. Juni 1982) ist ein kanadischer Radrennfahrer.

## Karriere
Jeff Sherstobitoff wurde 2004 in Kamloops Dritter bei der kanadischen Meisterschaft im Einzelzeitfahren der U23-Klasse. Außerdem wurde er Dritter bei dem französischen Zeitfahren Chrono Champenois. Von 2005 bis 2008 fuhr er für das kanadische Continental Team Symmetrics, mit dem er bei Vuelta a El Salvador 2006 Mannschaftszeitfahren gewann.